# Фонація
Фонація може мати декілька трохи відмінних визначень у фонетиці. Згідно з одним це процес у якому голосові зв’язки створюють певні звуки в процесі квазіперіодичних коливань. За іншим визначенням це називається дзвінкістю, а фонацією вважається стан будь-якої частини гортані, який змінює повітряний потік, а дзвінкість є лише прикладом фонації. Таким чином глухість і надгортанна фонація теж підпадає під визначення, що є звичним для лінгвістичної фонетики.

## Типи
- Глухість
- Дзвінкість

## Дзвінкість
Голос з’являється коли повітря виштовхується з легенів і створює падіння тиску в гортані. Коли це падіння достатньо, голосові зв’язки починають коливатись. Мінімальне падіння тиску для створення фонації для людей з нормальними голосовими зв’язками становить приблизно 2—3 см H2O. Коливання голосових зв’язок модулює тиск і потік повітря що проходить крізь гортань, і цей модульований потік є основним компонентом звучання більшості дзвінких звуків.
Вироблюваний гортанню звук є гармонічним рядом. Він складається з основного тону (частота якого є основою для сприйняття тембру), який супроводжується призвуками з частотами кратними частоті основного тону.